# Велике Пульниково
Велике Пу́льниково (рос. Большое Пульниково) — село у складі Комишловського району Свердловської області. Входить до складу Галкинського сільського поселення.
Населення — 144 особи (2010, 181 у 2002).
Національний склад станом на 2002 рік: росіяни — 99 %.